# Det hemmelighedsfulde X
Det hemmelighedsfulde X  è un film danese del 1914, diretto da Benjamin Christensen.

## Trama
Le truppe di un paese in guerra abbattono casualmente un piccione viaggiatore, sul quale viene trovato un messaggio che riproduce l’ordine segreto che il controammiraglio van Hauen aveva affidato, sigillato, al proprio figlio, tenente van Hauen, che viene quindi sospettato di tradimento.
Ma era stato il conte Spinelli, spia nemica, che corteggiava la moglie del tenente  appunto nella speranza di carpire qualche segreto militare, una volta introdottosi a casa dei van Hauen, a dissigillare il messaggio e a leggerlo, per poi renderne edotto il nemico tramite uno dei piccioni viaggiatori da lui mantenuti in un vecchio mulino. Ma, dopo aver fatto partire il piccione, Spinelli, per un malfunzionamento di una porta, era da allora rimasto irrimediabilmente rinchiuso negli scantinati del mulino.
Quando si scopre che l’ordine originale in possesso del tenente van Hauen ha il sigillo infranto, egli viene arrestato per tradimento della patria, e, giorni dopo, portato davanti alla corte marziale. Sua moglie, che sospetta di Spinelli, si sovviene che il conte aveva dimenticato a casa loro il soprabito, e si affretta a portarlo al tribunale dove avviene il dibattimento, sperando che possa scaturirne qualche prova atta a scagionare il marito. Ma il tenente, convinto, da indizi che paiono incontrovertibili, che la moglie e Spinelli abbiano effettivamente un rapporto, per non mettere a repentaglio l’onore della donna dichiara che il soprabito è il suo proprio. E nelle tasche del soprabito viene trovata una lettera con la quale il nemico ringrazia per la “soffiata” e chiede di far partire i successivi messaggi sempre “da X”. Il tenente è condannato a morte.
Ogni tentativo di rintracciare il conte Spinelli per portarlo a testimoniare risulta naturalmente vano, poiché egli è rinchiuso da tempo nel vecchio mulino.
Nella inquieta notte precedente la fucilazione del tenente, mentre il figlio maggiore dei van Hauen esce di nascosto di casa tentando di intrufolarsi nella prigione dove è detenuto il padre, per porgergli un ultimo saluto, la moglie del tenente, in un estremo tentativo di scagionare il marito, pensa che la misteriosa “X” possa riferirsi alle pale del vecchio mulino. Si precipita quindi al vecchio mulino, che è ora zona di guerra, e, a fatica e rimanendo ferita, riesce a rintracciare Spinelli, e, soprattutto, la sua confessione autografa, scritta presentendo l’approssimarsi della morte, di essere il colpevole della fuga di notizie segrete.
Salvare la vita del tenente van Hauen non si rivelerà tuttavia semplice, e vi si riuscirà solo all’ultimo istante, quando il plotone d’esecuzione avrà già puntato i fucili.